# Ignacio Trelles
Ignacio Trelles Campos (* 30. Juli 1916 in Guadalajara, Mexiko; † 24. März 2020 in Mexiko-Stadt) bekannt auch unter dem Spitznamen Nacho, war ein mexikanischer Fußballspieler und Trainer. Während Nacho Trelles als Spieler nur „einer unter Vielen“ war, entwickelte er sich zum herausragenden Trainer des mexikanischen Fußballs: mit sieben Meistertiteln, die er mit vier verschiedenen Vereinen gewann, ist er der erfolgreichste Trainer der mexikanischen Primera División. Außerdem ist er Rekordnationaltrainer mit 106 Länderspielen. Bei den Weltmeisterschaften 1962 in Chile und 1966 in England war er Cheftrainer der mexikanischen Nationalmannschaft.

## Spielerkarriere
Trelles begann seine Spielerlaufbahn 1932 in der alten Primera Fuerza beim Club Necaxa, für den er elf Jahre lang die Fußballschuhe schnürte. Als 1943 die mexikanische Profiliga eingeführt wurde und Necaxa seinen Amateurstatus beibehielt, wechselte Trelles für zwei Jahre zum Club América und anschließend für eine Spielzeit zum CF Monterrey. Nachdem dieser Verein am Saisonende 1945/46 wieder aus der ersten Liga abgestiegen war, zog es Trelles für zwei Jahre nach Chicago, ehe er seine aktive Spielerkarriere 1948/49 beim CF Atlante ausklingen ließ.

## Vereinstrainer
Als 1950 die Segunda División eingeführt wurde, gab Nacho Trelles sein Trainerdebüt beim CD Zacatepec, mit dem ihm 1951 auf Anhieb der Aufstieg in die erste Liga gelang. Dieser erste Triumph warf seine Schatten für die kommenden Jahrzehnte einer äußerst erfolgreichen Trainerkarriere des Ignacio Trelles voraus. Bereits drei Jahre später (1954) gewann Trelles mit dem Club Marte seinen ersten Meistertitel, dem noch sechs weitere folgen sollten: so wurde er je zweimal Meister mit Zacatepec (1955 und 1958), Toluca (1967 und 1968) und Cruz Azul (1979 und 1980).

## Nationaltrainer

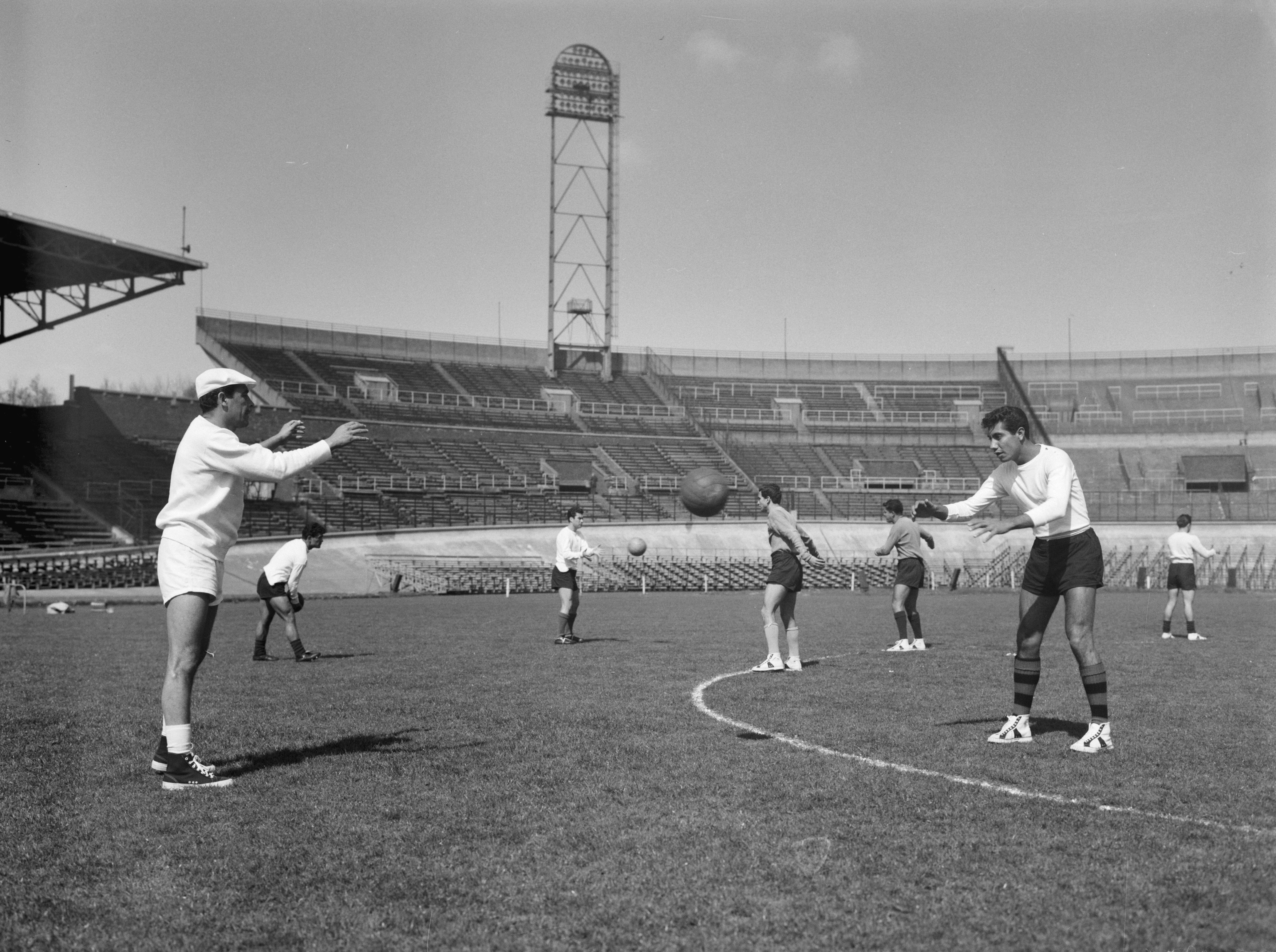
Trelles (links) als Trainer im Jahr 1961

Seine immensen Erfolge auf Vereinsebene (Meister 1954 mit Marte und 1955 mit Zacatepec) ließen die Funktionäre des Mexikanischen Fußballverbandes (FMF) aufhorchen. Um die Qualifikation für die WM 1958 „sicherzustellen“, wurde Nacho Trelles im Oktober 1957 für die entscheidenden Qualifikationsspiele gegen Costa Rica (2:0 und 1:1) zum Nationaltrainer berufen.
Seine zweite von insgesamt fünf Epochen im Dienste der Nationalmannschaft begann mit einem bemerkenswerten 2:2 in einem Testspiel am 6. März 1960 gegen Brasilien, beinhaltete mit dem 0:8 gegen England am 10. Mai 1961 aber auch eine der schlimmsten Pleiten der Mexikaner. Trelles war auch Chefcoach bei der WM 1962, die für die Mexikaner zwar wieder mit dem Vorrunden-Aus endete, aber auch ihrem ersten WM-Sieg überhaupt, einem beachtlichen 3:1-Erfolg im letzten Gruppenspiel gegen den späteren Vizeweltmeister Tschechoslowakei.
Mit einem 1:0-Sieg in Honduras am 28. Februar 1965 und insgesamt 17 Spielen ohne Niederlage in Folge begann seine dritte Amtszeit als Nationaltrainer. Die erste Niederlage setzte es am 22. Juni 1966 gegen Nordirland (1:4) auf der Europareise, die man im Zusammenhang mit dem unmittelbar bevorstehenden WM-Turnier in England absolvierte. Die Bilanz der kompletten Reise einschließlich der WM: 6 Spiele mit 3 Remis und ebenso vielen Niederlagen. Unmittelbar im Anschluss an eine weitere Europareise, die die Nationalmannschaft im April und Mai 1969 unternommen hatte und die ähnlich enttäuschend verlief – von sieben Spielen konnte nur ein einziges (2:0 in Norwegen) gewonnen werden – endete sein drittes Engagement bei der Nationalmannschaft.
1975/76 und 1990/91 folgten seine beiden letzten Engagements im Dienste der Nationalmannschaft. Ein 3:0-Erfolg gegen Kanada am 14. März 1991 war sein 106. und letztes Länderspiel als Cheftrainer, von denen 50 gewonnen wurden, 27 unentschieden endeten und 29 verloren gingen.

### Länderspielbilanz
|           | \| Jahre \| Spiele \| S \| U \| N \| \| --------- \| ------ \| -- \| -- \| -- \| \| 1957 \| 2 \| 1 \| 1 \| 0 \| \| 1960–1962 \| 27 \| 11 \| 7 \| 9 \| \| 1965–1969 \| 56 \| 28 \| 15 \| 13 \| \| 1975–1976 \| 13 \| 5 \| 3 \| 5 \| \| 1990–1991 \| 8 \| 5 \| 1 \| 2 \| |    |    |    |
| Jahre     | Spiele | S  | U  | N  |
| 1957      | 2 | 1  | 1  | 0  |
| 1960–1962 | 27 | 11 | 7  | 9  |
| 1965–1969 | 56 | 28 | 15 | 13 |
| 1975–1976 | 13 | 5  | 3  | 5  |
| 1990–1991 | 8 | 5  | 1  | 2  |

## Erfolge
- Mexikanischer Meister (7): 1954 (mit Marte), 1955 und 1958 (mit Zacatepec), 1967 und 1968 (mit Toluca) sowie 1979 und 1980 (mit Cruz Azul)[4]
- Mexikanischer Pokalsieger (2): 1957 und 1959 (mit Zacatepec)[5]